# Międzynarodowy Dzień Frankofonii
Międzynarodowy Dzień Frankofonii (fr. Journée internationale de la Francophonie) – święto obchodzone corocznie głównie we Francji i krajach francuskojęzycznych upamiętniające powstanie Międzynarodowej Organizacji Frankofonii (OIF) w 1967 roku.
Celem obchodów jest uczczenie kultury francuskojęzycznej.
Święto lokalnie obchodzone jest w Polsce m.in. przez Zakład Romanistyki Uniwersytetu Zielonogórskiego.